# Jasik (Cseglény)
Jasik falu Horvátországban, Pozsega-Szlavónia megyében. Közigazgatásilag Cseglényhez tartozik.

## Fekvése
Pozsegától légvonalban 24, közúton 33 km-re keletre, községközpontjától légvonalban 4, közúton 10 km-re északra, a Pozsegai-medence szélén, a Krndija-hegység déli lejtőin, a Cseglényről Nekcsére menő úttól keletre fekszik. 

## Története
Az első világháború utáni földreform során keletkezett a Krndija-hegység lábánál egy erdőirtáson.  Lakosságát 1931-ben számlálták meg először, akkor 94-en lakták. 1991-től a független Horvátországhoz tartozik. 1991-ben lakosságának 79%-a szerb, 16%-a horvát nemzetiségű volt. 2011-ben a településnek 2 lakosa volt.

## Lakossága
| Lakosság változása | Lakosság változása | Lakosság változása | Lakosság változása | Lakosság változása | Lakosság változása | Lakosság változása | Lakosság változása | Lakosság változása | Lakosság változása | Lakosság változása | Lakosság változása | Lakosság változása | Lakosság változása | Lakosság változása | Lakosság változása |
| ------------------ | ------------------ | ------------------ | ------------------ | ------------------ | ------------------ | ------------------ | ------------------ | ------------------ | ------------------ | ------------------ | ------------------ | ------------------ | ------------------ | ------------------ | ------------------ |
| 1857               | 1869               | 1880               | 1890               | 1900               | 1910               | 1921               | 1931               | 1948               | 1953               | 1961               | 1971               | 1981               | 1991               | 2001               | 2011               |
| 0                  | 0                  | 0                  | 0                  | 0                  | 0                  | 0                  | 94                 | 104                | 106                | 104                | 84                 | 48                 | 19                 | 3                  | 2                  |